# Melanie Thornton

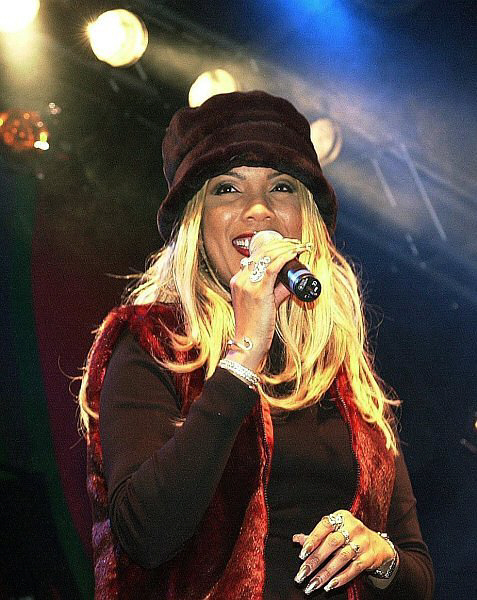
Melanie Thornton im November 2001

Melanie Janene Thornton (* 13. Mai 1967 in Charleston, South Carolina; † 24. November 2001 nahe Bassersdorf, Schweiz) war eine US-amerikanische Pop-, R&B- und Dance-Sängerin. Sie wurde vor allem durch das erfolgreiche Eurodance-Projekt La Bouche bekannt. Als Solokünstlerin hatte sie mit den Titeln Love How You Love Me und Wonderful Dream (Holidays Are Coming) Erfolge.

## Leben und Karriere

### Frühe Jahre und Anfänge
Thornton wuchs in Charleston und Mount Pleasant im US-amerikanischen Bundesstaat South Carolina auf. Schon als kleines Mädchen träumte sie davon, eines Tages auf den Bühnen der Welt vor einem großen Publikum zu stehen und zu singen. Inspiriert von Künstlern wie Aretha Franklin, Roberta Flack, den Temptations und dem Sound des Motown-Labels begann sie bereits im Alter von sechs Jahren damit, vor dem heimischen Spiegel zu singen. Im Alter von elf Jahren erhielt sie zum ersten Mal Gesangsstunden. Während ihrer Collegezeit finanzierte sie sich diese durch Jobs in Coverbands. Zeitweise stand sie etwa viermal in der Woche auf der Bühne von Blues- und Jazzbars sowie anderen Clubs. Zweieinhalb Jahre arbeitete sie auf diese Weise.

### 1992–1999: Durchbruch mitLa Bouche
Im Jahr 1992 kam sie auf Bitte ihrer Schwester nach Kaiserslautern. Deutschland bot zu diesem Zeitpunkt gute Chancen für einen Einstieg in das aufkommende Dancefloor- bzw. Eurodance-Musikgeschäft.
Bob Chisolm, ein Onkel ihres Schwagers, hatte Kontakte zu deutschen Produzenten und Musikern. Diese halfen ihr, in der ersten Zeit mit Gesangsaufnahmen für andere Bands (darunter Groovin’ Affairs und Schnapka) und Projekte über die Runden zu kommen. Mit den Produzenten Amir Saraf und Ulli Brenner nahm sie 1993 den Song Sweet Dreams (Ola Ola E) auf. Das Stück, das einmal einer der größten Erfolge von La Bouche werden sollte, erregte die Aufmerksamkeit von Frank Farian. Mit dem Label BMG im Rücken ging es dann schnell: Angefangen mit Italien kletterte die Single an die Spitzen der Charts in Europa. In ihrer US-amerikanischen Heimat landete das Duo in den Top Five der Charts. Auch in Japan, Südamerika, Kanada und Australien waren La Bouche sehr erfolgreich. Der Anfangserfolg des Duos konnte noch einige Zeit fortgeführt werden, verblasste danach jedoch allmählich.

### 2000–2001: Solokarriere
Um ein Soloprojekt zu starten, beendete Thornton den Vertrag mit BMG im Februar 2000 und wurde bei der Sony-Tochter X-Cell Records unter Vertrag genommen. Einen ersten Eindruck hinterließ sie mit der Single Love How You Love Me, die sich auf Platz 15 der deutschen Singlecharts platzierte. Die Ballade war recht erfolgreich, hatte jedoch mit ihrer La-Bouche-Zeit nicht mehr viel gemeinsam. Auftritte in vielen Fernsehshows brachten ihr Gesicht wieder zurück ins Rampenlicht. Aus einem weihnachtlichen Werbespot für Coca-Cola wurde ihr Song Wonderful Dream (Holidays Are Coming).

### Tod

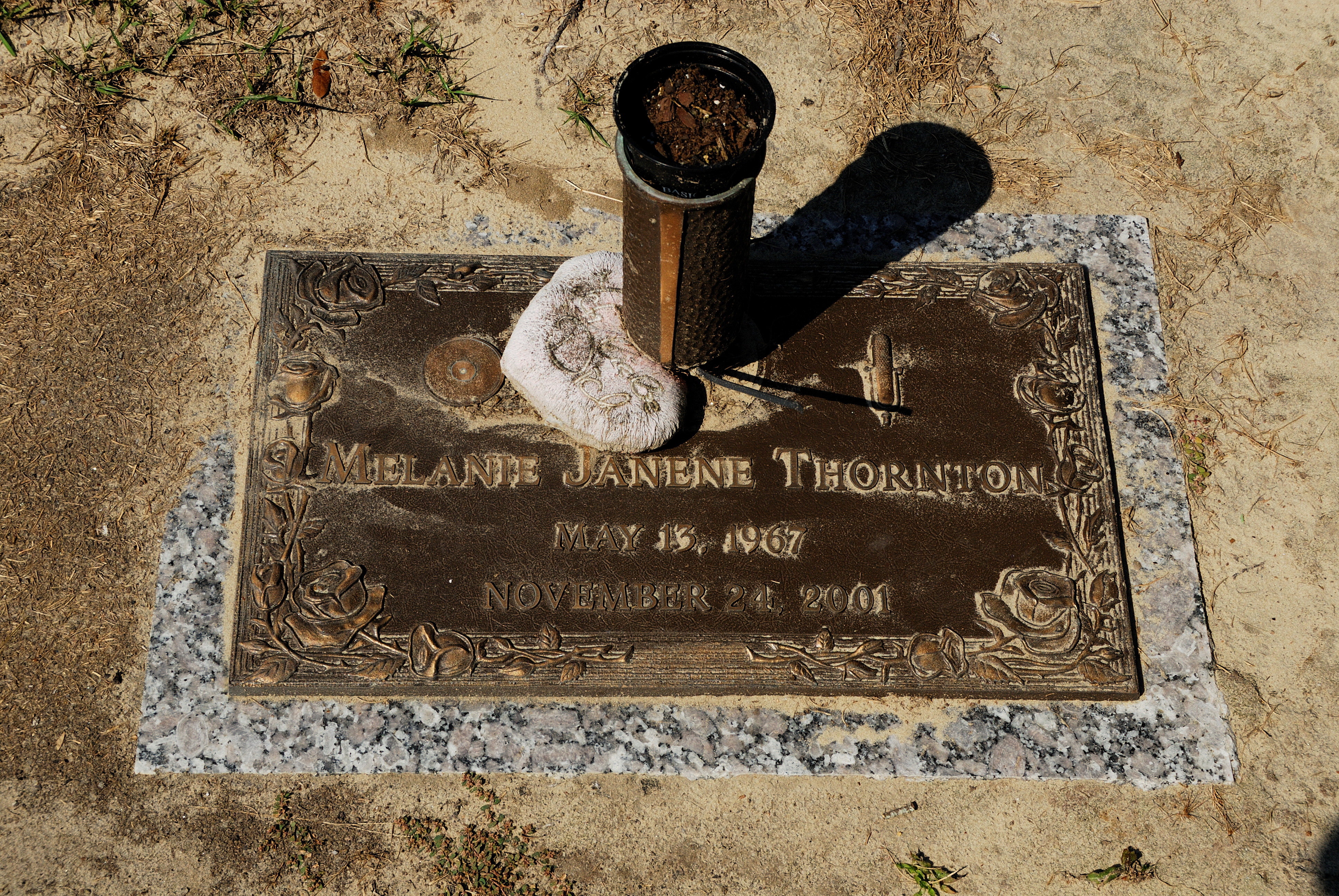
Grabstein auf dem „Mount Pleasant Memorial Gardens“

Am 24. November 2001 kam Melanie Thornton mit 34 Jahren bei einem Flugzeugabsturz ums Leben. Von einem Konzert in Leipzig kommend war sie auf dem Weg nach Zürich, um im Rahmen einer Promotion einen Live-Auftritt in Langenthal zu geben. Im Landeanflug ihres Fluges von Berlin-Tegel nach Zürich stürzte die Maschine in einem Waldstück in der Nähe von Bassersdorf im Kanton Zürich ab. 24 Menschen starben, darunter auch zwei Mitglieder der Pop-Gruppe Passion Fruit sowie zwei der Tänzer von Melanie Thornton, ihr Tourmanager und ihr Tourtechniker.

Kurz vor ihrem Tod erklärte Thornton in einem Interview: „We all know that tomorrow is not promised, you know. It’s....we have to give the most that we possibly can, from all of our gifts and talents from God, and you know, whenever, wherever, enjoy as much as we possibly can“. („Wir alle wissen, dass das Morgen nicht versprochen ist, nicht wahr? Es ist… wir müssen das Beste geben, was wir können und von allen unseren Gaben und Talenten von Gott, und Du weißt, wann immer, wo immer möglich, so viel Freude haben, wie wir nur können“).
Melanie Thornton wurde auf dem Mount Pleasant Memorial Gardens in Mount Pleasant, South Carolina, beigesetzt.

## Diskografie
Studioalben

| Jahr | Titel Musiklabel                   | Höchstplatzierung, Gesamtwochen, AuszeichnungChartplatzierungen (Jahr, Titel, Musiklabel, Platzierungen, Wochen, Auszeichnungen, Anmerkungen) | Höchstplatzierung, Gesamtwochen, AuszeichnungChartplatzierungen (Jahr, Titel, Musiklabel, Platzierungen, Wochen, Auszeichnungen, Anmerkungen) | Höchstplatzierung, Gesamtwochen, AuszeichnungChartplatzierungen (Jahr, Titel, Musiklabel, Platzierungen, Wochen, Auszeichnungen, Anmerkungen) | Höchstplatzierung, Gesamtwochen, AuszeichnungChartplatzierungen (Jahr, Titel, Musiklabel, Platzierungen, Wochen, Auszeichnungen, Anmerkungen) | Höchstplatzierung, Gesamtwochen, AuszeichnungChartplatzierungen (Jahr, Titel, Musiklabel, Platzierungen, Wochen, Auszeichnungen, Anmerkungen) | Anmerkungen                                              |
| Jahr | Titel Musiklabel                   | DE | AT | CH | UK | US | Anmerkungen                                              |
| ---- | ---------------------------------- | --- | --- | --- | --- | --- | -------------------------------------------------------- |
| 2001 | Ready to Fly X-Cell Records (Sony) | DE5 Gold · (34 Wo.)DE | AT20 (10 Wo.)AT | CH4 Gold · (24 Wo.)CH | — | — | Erstveröffentlichung: 30. April 2001 Verkäufe: + 170.000 |